# Falniów-Wysiołek
Falniów-Wysiołek is een plaats in het Poolse district Miechowski, woiwodschap Klein-Polen. De plaats maakt deel uit van de gemeente Miechów en telt 320 inwoners.